# Idre sameby
Idre sameby är en sameby i Älvdalens kommun i Dalarnas län. Dess renbetesmarker når delvis in i Jämtlands län.
Det är den sydligaste samebyn i Sverige. År 2024 hade den fyra renskötselenheter och 13 renägare.